# Hadjina chinensis
Hadjina chinensis là một loài bướm đêm trong họ Noctuidae.